# Justina Machado
Justina Milagros Machado, född 6 september 1972 i Chicago i Illinois, är en amerikansk skådespelerska, med puertoricanska och afro-latinska rötter. Hennes mest kända insats är i rollen som Vanessa Diaz, i HBOs dramakomediserie Six Feet Under, men hon har också medverkat i de kortlivade TV-serierna Missing, Three Rivers, och Welcome to the Family. Hon medverkade dessutom i säsong 1 av USA Networks kriminaldramaserie Queen of the South, i rollen som Brenda Parra.

## Filmografi (i urval)

### Filmer
- 1996 – No One Would Tell
- 1997 – She's So Lovely
- 2001 – A.I. – Artificiell Intelligens
- 2002 – Dragonfly
- 2002 – Full Frontal
- 2003 – Final Destination 2
- 2004 – Torque – på högsta växel
- 2007 – I Think I Love My Wife
- 2008 – The Accidental Husband
- 2009 – In the Electric Mist
- 2012 – A Thousand Words
- 2013 – The Call
- 2014 – The Purge: Anarchy
- 2020 – Scoob!
- 2020 – All Together Now
- 2022 – Ice Age: Buck Wilds äventyr

### TV-serier
| - 1993 – Missing Persons (TV-serie) - 1996 – På spaning i New York (TV-serie) - 1997 – Cityakuten (TV-serie) (även 2009) - 1998 – Any Day Now (TV-serie) - 1998 – Touched by an Angel (TV-serie) - 1999 – Early Edition (TV-serie) - 2000 – Angel (TV-serie) - 2001–2005 – Six Feet Under (TV-serie) - 2002 – Strong Medicine (TV-serie) - 2003–2004 – Missing (TV-serie) - 2006 – Ghost Whisperer (TV-serie) - 2006 – Grey's Anatomy (TV-serie) - 2007 – Cold Case (TV-serie) - 2007 – Ugly Betty (TV-serie) - 2009–2010 – Three Rivers (TV-serie) - 2010 – Burn Notice (TV-serie) - 2010 – Bones (TV-serie) - 2011 – Off the Map (TV-serie) - 2011 – The Protector (TV-serie) | - 2011 – Body of Proof (TV-serie) - 2011 – Harry's Law (TV-serie) - 2012 – Desperate Housewives (TV-serie) - 2012 – Switched at Birth (TV-serie) - 2012–2013 – Private Practice (TV-serie) - 2013 – The Fosters (TV-serie) - 2013 – Welcome to the Family (TV-serie) - 2014 – Major Crimes (TV-serie) - 2015 – Devious Maids (TV-serie) - 2016 – Heartbeat (TV-serie) - 2016–2019 – Jane the Virgin (TV-serie) - 2016 – Queen of the South (TV-serie) (även 2019) - 2017–2020 – One Day at a Time (TV-serie) - 2019 – Superstore (TV-serie) - 2020 – Strictly Come Dancing (TV-serie) (Dancing with the Stars) - 2021 – Mupparnas Haunted Mansion: Spökhuset (TV-serie) - 2021–nutid – Drakryttarna: De nio rikena (TV-serie) - 2023 – I lagens namn (TV-serie) - 2023 – The Horror of Dolores Roach (TV-serie) - 2025 – Pulse (TV-serie) |

### Röstroller
- 2016–2019 – Elena från Avalor (TV-serie)
- 2016 – Gears of War 4
- 2020 – Harley Quinn (TV-serie)